# 太空武器

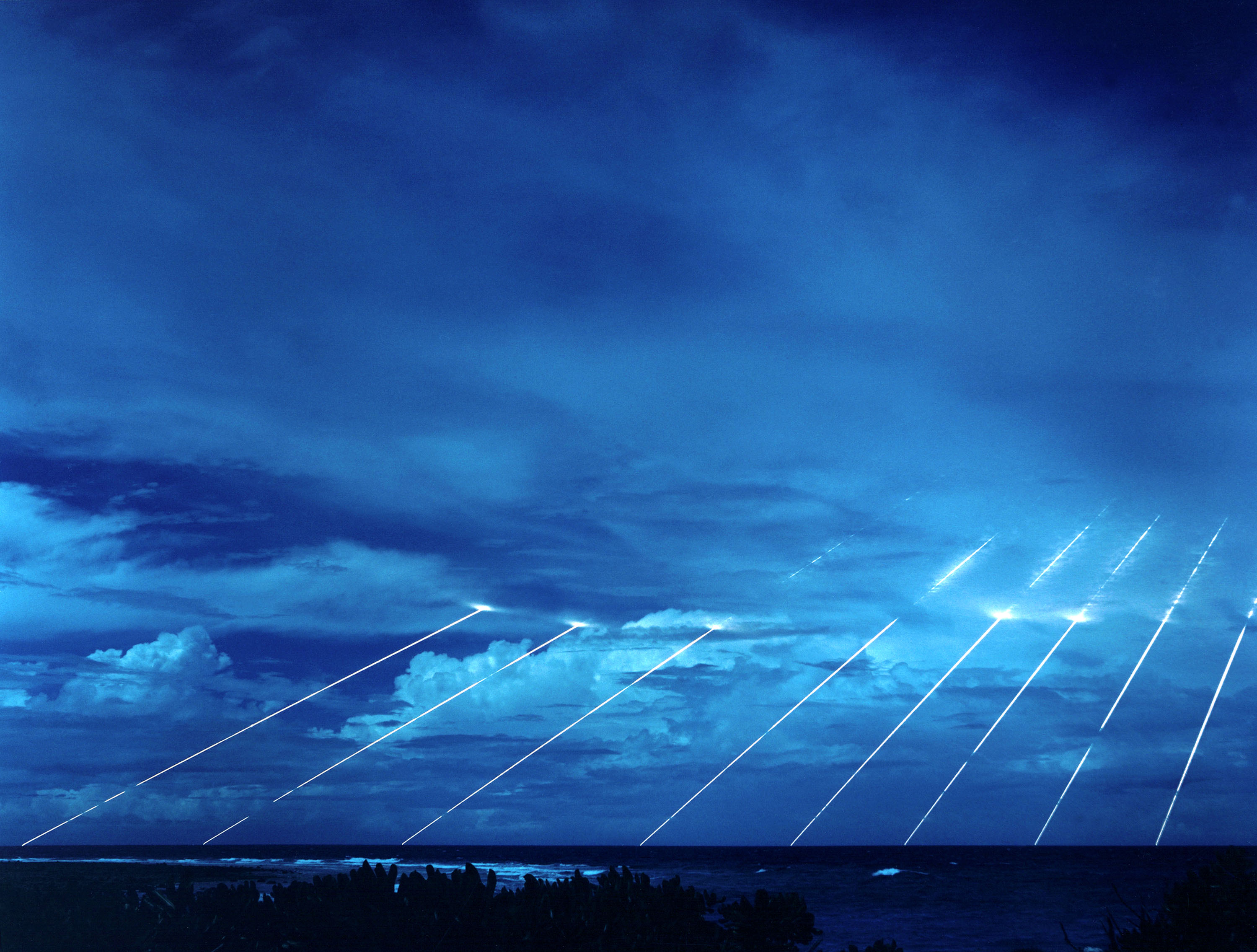
LGM-118A和平守護者飛彈携带多个弹头，重返大气层打击目标

太空武器是指在未来太空战争中使用的武器系统，其中包括以专门用来攻击轨道上人造卫星的反卫星武器，以及从太空中对地面目标进行攻击的武器，抑或在太空中拦截地方导弹的防御系统等。在太空军事化的背景下，在冷战期间超级大国美苏双方都有相关的武器研制，直至今日，太空武器仍然是相当热门的军事科幻题材，时常出现的小说和电影荧幕上。

## 天对天武器
前苏联金刚石计划的空间站礼炮3号配备了一具NR-23机炮（另有一说为NR-30机炮），用来防御可能的太空劫持事件。这种今天看来简陋的防御武器，反应了冷战时期双方的互不信任。
前苏联曾经发射一具名为“极地-1”的无人太空武器，搭载了一具大功率兆瓦级二氧化碳激光器，和用于自我防卫的火炮。

## 地对天武器

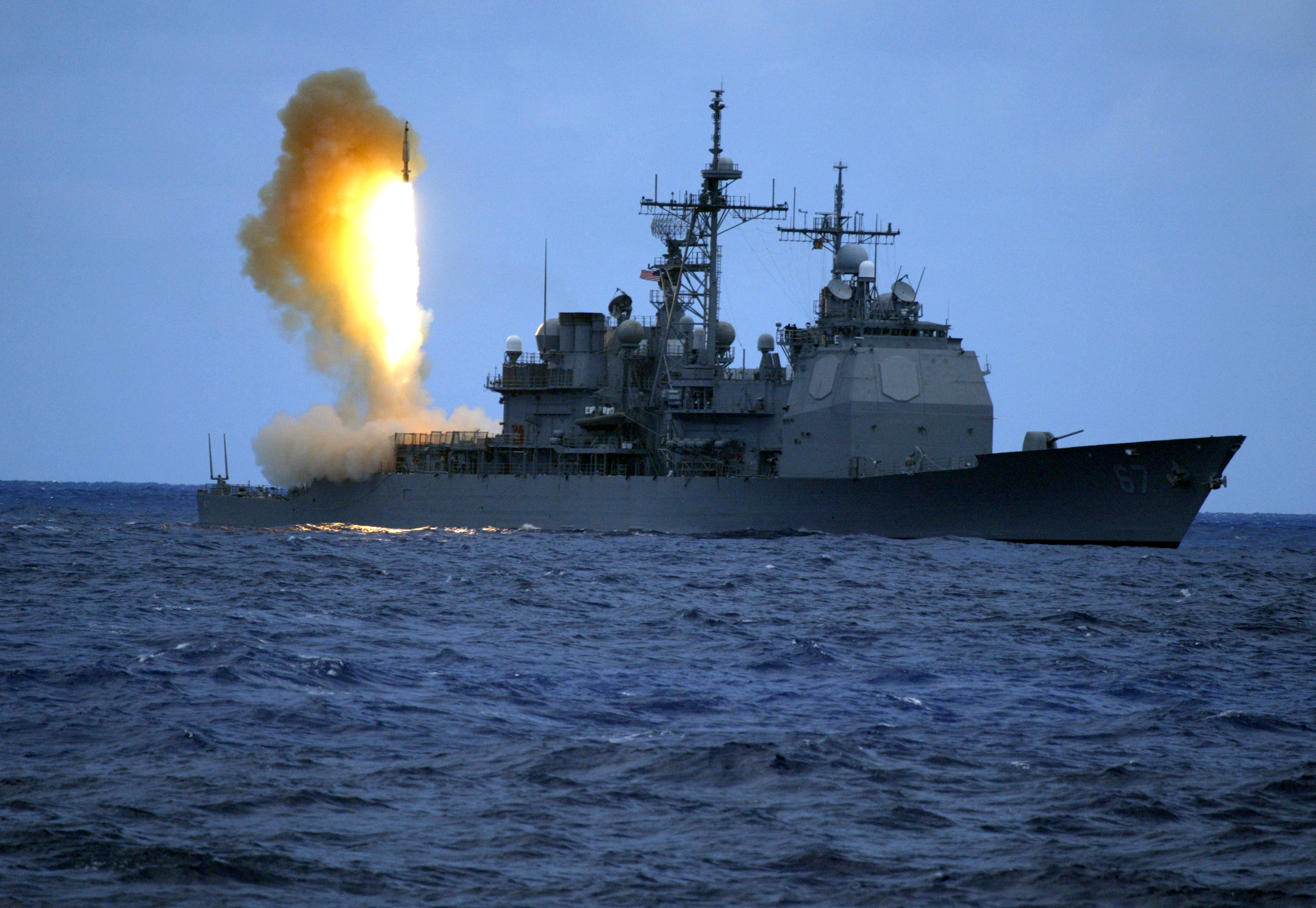
美国提康德罗加级导弹巡洋舰“夏伊洛号”发射一枚RIM-161标准三型导弹。

反卫星武器专门负责对轨道上的人造卫星进行攻击，目前至少有美国、苏联/俄罗斯、中国和印度研制过这种武器。其中美国和中国均多次成功测试，并击落位于轨道上运行的目标卫星。通常来说，使用爆炸或抛射攻击的此类武器，只在低轨道实施实验，以减少残留的太空垃圾对正常运行的卫星造成影响。

### 星球大战计划
星球大战计划（Strategic Defense Initiative）是美國在1980年代研議的一個軍事戰略計划，目標為建造太空中的雷射裝置來作為反彈道飛彈系統，使敵人的核彈在進入大氣層前受到摧毀。该计划源自美国总统罗纳德·里根在冷战后期（1983年3月23日）的一次著名演说。其核心内容是：以各种手段攻击敌方的外太空的洲际战略导弹和外太空航天器，以防止敌对国家对美国及其盟国发动的核打击。其技术手段包括在外太空和地面部署高能定向武器（如微波、激光、高能粒子束、电磁动能武器等）或常规打击武器，在敌方战略导弹来袭的各个阶段进行多层次的拦截。

## 天对地武器

### 轨道武器
轨道武器指的是在轨道上运行的武器。目前并没有已知的正在运行中的轨道武器，但是有数个国家在轨道上运行有监视他国武器动向的卫星，冷战后期美苏双方均有类似的能力监视对方。而纳粹德国早在二战时期，就曾计划研制一款名为“太阳枪”的轨道武器，利用聚焦太阳光的能量，对地面目标进行攻击。
对于轨道武器的公开研制在冷战双方于1963年举行限制战略武器谈判，以及1966年在联合国大会上通外层空间条约后已经淡出公众的视线。这些协议均限制各国在太空中发展大规模杀伤性武器，但是后来提出的天基动能武器概念，却不违反这些条约，于是一些组织和政府正计划提议，禁止任何国家在太空中部署任何类型的攻击型武器。

### 天基动能武器
天基动能武器是一种处於概念阶段的大规模毁灭性武器，基於所有必备科技在理论上已经实现，非属科幻领域，而应视为近未来概念武器。
其构想最早来自美国星球大战计划概念提出後，世界上许多国防科技专家马上想到了将核武飞弹布署於太空卫星上，战时直接落在敌人国土上方极大缩减了对方反应时间，然而不久後就有人提出装置任何有质量的物体从卫星高度坠落，其杀伤力与陨石撞地球无异，不需要核武也能达成核武类似效果。
1990年代後这种概念日渐成为显学，因为核武的辐射污染和政治敏感性使得第一击使用核武的正当性在国际社会很难立足，核武弹头的维持费用也高得惊人。而常规武器开始不具备战略威慑能力，对于越来越坚固的地下工事，常规武器往往束手无策。另一方面非常规战争的多样化，即使很小的机率，但核弹头是有理论上可能被劫持抢走成为恐怖攻击武器。

## 科幻作品
太空武器是科幻作品中常见的题材，无论是科幻或是现实中存在过的太空武器，都常见于小说、电影和电子游戏，受到公众的喜爱。